# EX Lupi
Désignations
EX Lupi (en abrégé EX Lup) est une jeune étoile de type T Tauri de la constellation australe du Loup. C'est une variable irrégulière qui est le prototype d'une sous-classe de jeunes étoiles éruptives et de faible masse nommées les variables de type EX Lupi, ou EXors, EX Lupi étant sa désignation d'étoile variable. C'est un astre largement étudié dont les premières données remontent à près de 130 ans. À son niveau d'activité minimal, EX Lupi ressemble à une étoile T Tauri classique de type spectral M0. Sa faible déclinaison de −40° la rend difficile à observer pour les observateurs de l'hémisphère nord. D'après la mesure de sa parallaxe annuelle par le satellite Gaia, l'étoile est localisée à une distance d'environ ∼ 505 a.l. (∼ 155 pc) du Soleil. Elle est située près du bord d'un trou dans le complexe des nuages du Loup, une région de formation d'étoiles.
En 1944, Edith M. Janssen, travaillant à observatoire Harvard, a remarqué qu'un spectre stellaire montrait des raies lumineuses sur une plaque photographique prise le 11 avril 1929, mais que ces raies n'étaient pas présentes sur un spectre pris quelques mois plus tôt le 13 juillet 1928. Cette étoile s'est avéré n'être que deux magnitudes plus faible que durant son maximum de luminosité, de telle sorte qu'une nova était à exclure. D. B. McLaughlin a ensuite entrepris une étude de l'objet remontant jusqu'à 1893, détectant d'autres éruptions en 1901, 1914, 1925, 1929 et 1934. À chaque fois sa luminsoité s'accroissait de deux magnitudes, et cet accroissement était suivi de fluctuations irrégulières mais plus faibles qui duraient 1 à 2 ans, avant que sa luminosité ne retourne à un minimum quasi constant d'une magnitude de 13,2. Désormais désignée EX Lupi, George Herbig a étudié le spectre de cette variable irrégulière en 1950, montrant qu'il est similaire aux autres étoiles à raies d'émission associées à des nébuleuses obscures.
L'éruption suivante observée, qui est survenue durant la période 1955–1957, a été suivie par A. F. Jones. L'étoile atteignit une magnitude culminant à 8,4, suivie d'une augmentation de luminosité secondaire environ 300 jours plus tard. Après une période de calme durant les années 1980, une nouvelle poussée éruptive a été observée en mars 1994. L'étoile a atteint une magnitude de 11,5 le 30 avril, puis de nouveau le 14 mai. La cause de ces éruptions est désormais comprise comme étant le résultat d'événements d'accrétion de masse, la matière entrante libérant son énergie cinétique sur l'étoile T Tauri. Cela créée une région en émission chaude qui domine les émissions de lumière de l'étoile. Un grand nombre de ces raies d'émission montrent un profil P Cygni inverse, montrant de ce fait qu'elles sont créés par des matériaux s'accrétant sur l'étoile. Les raies d'absorption du spectre montrent un décalage vers le rouge indiquant une vitesse de 300 km/s.

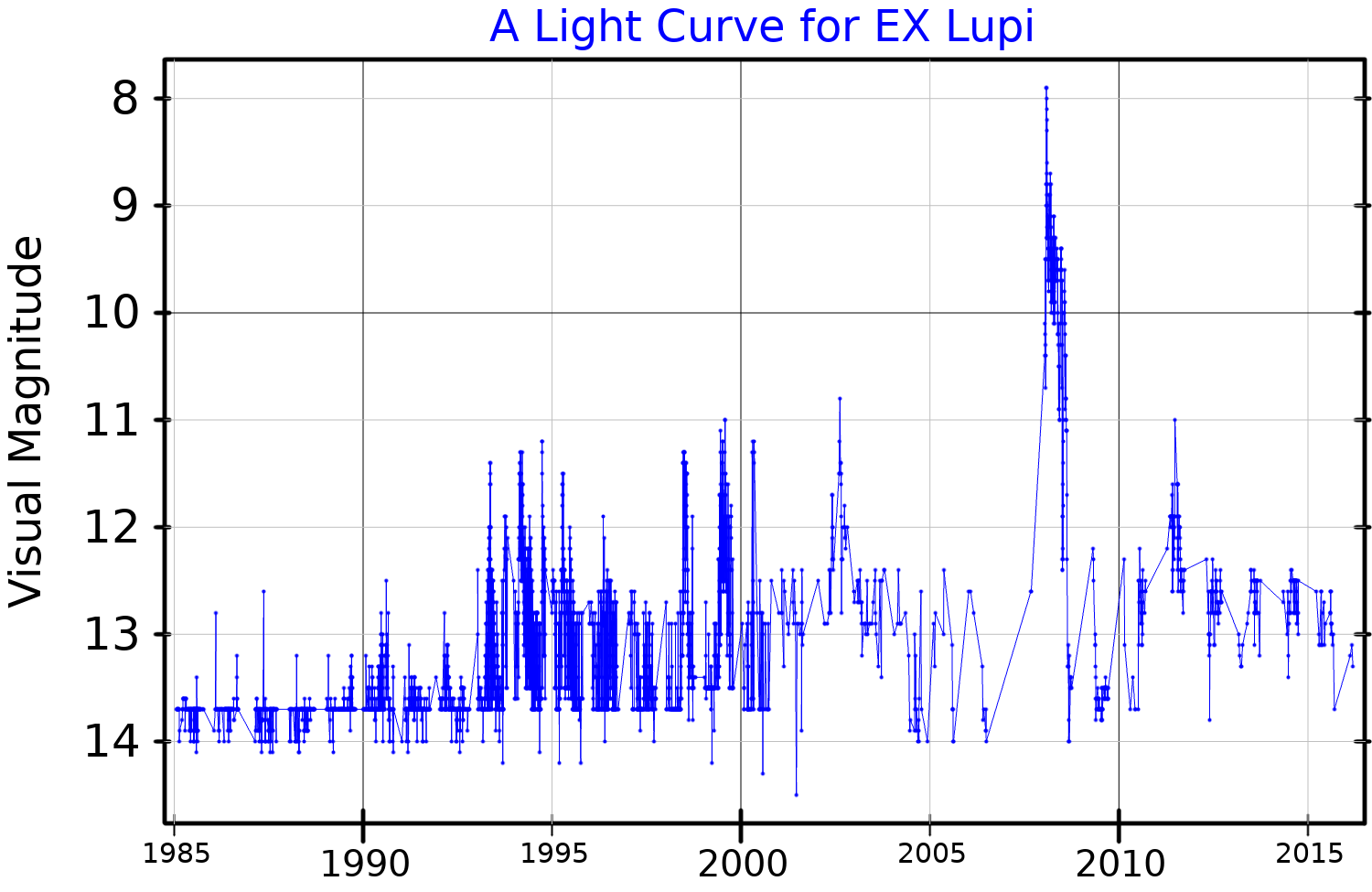
Courbe de lumière en bande visible de EX Lupi, issue des données de l'AAVSO.

Une éruption majeure de EX Lupi a commencé en janvier 2008 et elle a atteint une magnitude de 8 en février. Elle est restée optiquement plus brillante de cinq magnitudes durant une période de sept mois. Des observations en infrarouge du disque circumstellaire de l'étoile durant l'éruption ont révélé des caractéristiques spectrales indiquant la présence de cristaux de silicate, incluant de fortes indications de présence de forstérite. Ces caractéristiques ressemblent à celles vues dans les comètes et dans certains disques protoplanétaires. La température du disque est pour l'essentiel inférieure à 700 K, indiquant qu'il existe un trou interne libre de poussières jusqu'à un rayon de 0,2 ua de l'étoile. Le disque pourrait s'étendre jusqu'à une distance d'au moins 150 ua. En phase stellaire calme, la composante silicatée observée à une longueur d'onde de 10 μm peut être expliquée par des formes amorphes d'olivine et de pyroxène.
De la matière issue du disque circumstellaire est accrétée sur l'étoile par le biais de colonnes d'accrétion. Ces colonnes pourraient être la cause des variations de vitesse radiale d'une période de 7,417 jours que l'on observe. EX Lupi accrète de masse à un rythme typique estimé à 3,6 × 10−8 M☉·a−1, qui peut s'élever jusqu'à un taux taux de 10−7 M☉·a−1 lors les plus grandes éruptions, où elle accrète une masse totale de 0,1 M⊕. Entre les éruptions, l'étoile connaît une variabilité modérée de 1–2 magnitudes due à des variations du taux d'accrétion. En 2022, elle connaît une nouvelle éruption, marquée par une augmentation de deux magnitudes, et elle pourrait en être la première d'une série dans les années à venir. L'analyse de sa courbe de lumière indique la présence à la fois d'une zone froide et d'une zone chaude à sa surface.